# Criciova
Criciova là một xã thuộc hạt Timiș, România. Dân số thời điểm năm 2002 là 1716 người.